# Цыпляев, Сергей Алексеевич
Сергей Алексеевич Цыпляев (род. 5 марта 1955 года, Ленинград, РСФСР, СССР) — советский и российский политический и государственный деятель.

## Биография

### Образование
В 1979 году окончил физический факультет Ленинградского государственного университета.
С 1983 года — кандидат физико-математических наук. Защитил кандидатскую диссертацию в области математических методов квантовой теории поля.
В 1992 году — окончил отделение управления Академии народного хозяйства при Правительстве Российской Федерации.
Свободно владеет немецким и английским языками.

### Научная карьера
С 1981 года на научной работе. Работал стажером-исследователем в Ленинградском отделении математического института имени В.А Стеклова (ЛОМИ), затем — младшим научным сотрудником Государственного оптического института (ГОИ). С 1986 года по 1992 год — учёный секретарь Государственного оптического института.

### Политическая карьера
В 1989—1992 годах — народный депутат СССР от ВЛКСМ, член Верховного Совета СССР, секретарь Комитета по обороне и государственной безопасности Верховного Совета СССР.
31 августа 1992 года — 29 января 2000 года — представитель Президента Российской Федерации в Санкт-Петербурге.
3 сентября 1992 года — 25 мая 1993 года — представитель Президента Российской Федерации в Ленинградской области (по совместительству).
23 февраля 1994 года — 29 января 2000 года — полномочный представитель Президента Российской Федерации в Межпарламентской ассамблее государств — участников СНГ (по совместительству).
В 1999 году баллотировался в депутаты Государственной Думы Федерального Собрания Российской Федерации по 206 округу г. Санкт-Петербурга.
В 2000—2003 годах — президент холдинга «Гема-Питер».
С 2000 года — президент Фонда «Республика».
29 сентября 2006 года назначен членом Санкт-Петербургской избирательной комиссии.
Член Российского союза промышленников и предпринимателей.
Бывший декан юридического факультета СЗИУ РАНХИГС.

## Классный чин
- Действительный государственный советник Российской Федерации 3 класса (3 апреля 1997 года)[10].

## Награды и поощрения
- Благодарность Президента Российской Федерации (12 августа 1996 года) — за активное участие в организации и проведении выборной кампании Президента Российской Федерации в 1996 году[11]
- Лауреат Художественной премии «Петрополь» (2016).